# Syndérèse
La syndérèse est, en théologie, la partie la plus élevée de l'âme. D'autres expressions sont aussi utilisées pour la désigner, comme « étincelle de l'âme », « cime de l'âme », « pointe de l'âme » ou encore « étincelle de la conscience ». L'existence du concept de syndérèse se développe à partir de Jérôme de Stridon, qui analyse les conséquences des regrets de Caïn. L'existence des regrets conduit les théologiens à voir une faculté de reconnaître le bien du mal, une faculté irréductible au mal et qui serait une faculté de l'âme.

## Doctrine

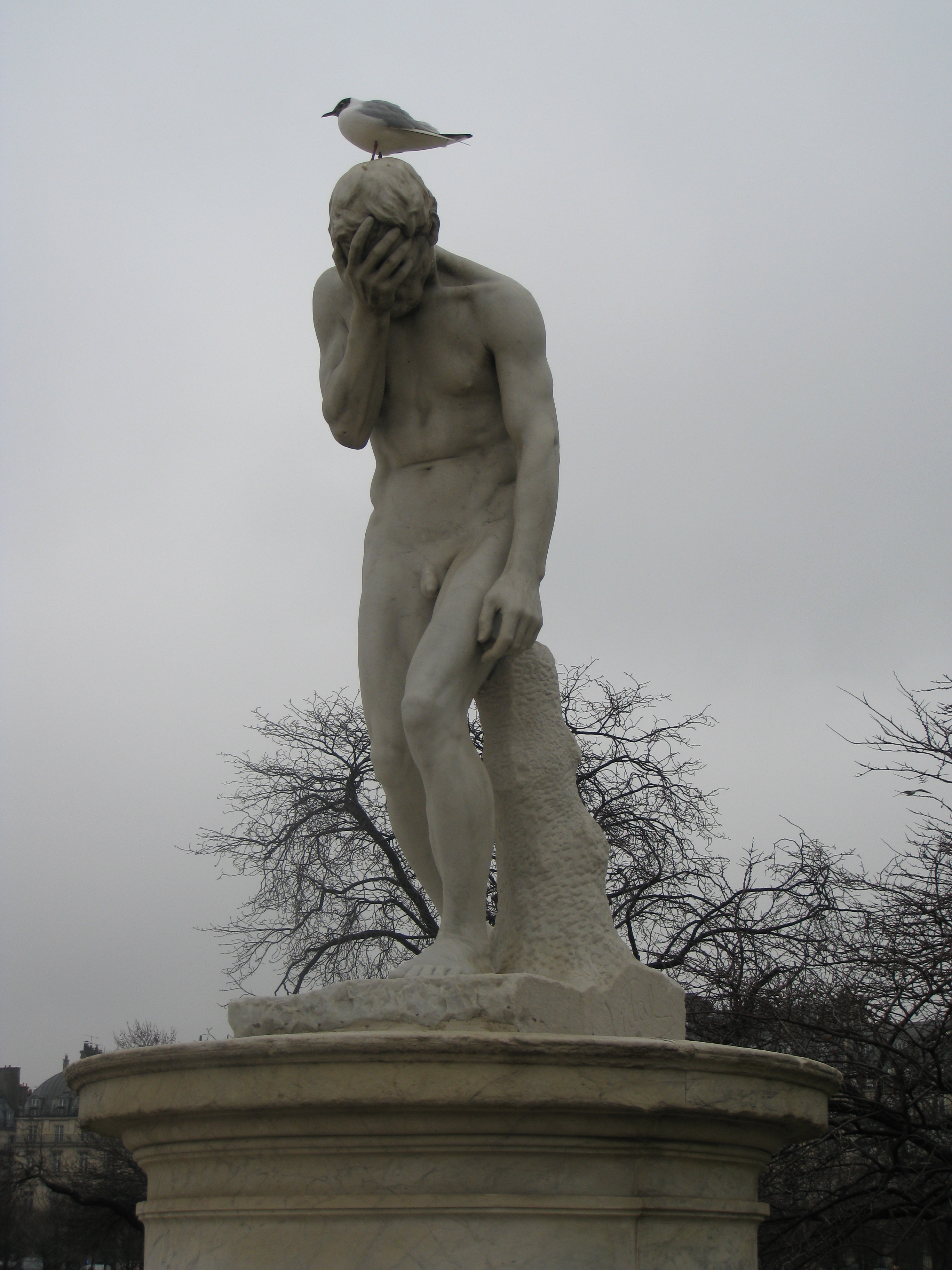
Remords de Cain, par Henri Vidal, Jardin des Tuileries, Paris

La syndérèse est une faculté en l'homme de reconnaître de manière infaillible le bien. Le terme est développé dans la théologie à partir de Jérôme de Stridon, il désigne alors le remords de la conscience présent dans l'homme, et ceci même après le péché originel. Utilisé pour la première fois dans le commentaire de Jérôme de Stridon sur Caïn. Dans la Bible (Livre de la Genèse) Caïn est le premier fils d'Adam et Ève. Jaloux de son frère Abel, il décide de le tuer et est alors l'auteur du premier crime de l'histoire de l'humanité. Jérôme de Stridon affirme que malgré son crime, Caïn se sait coupable. Cette faculté en lui de reconnaître le bien du mal est alors analysée comme une faculté de l'âme humaine de reconnaître le bien.
Les différents théologiens vont alors tenter de définir avec plus de précision cette capacité de reconnaître le bien, en y voyant une faculté de l'âme, faculté qui n'est pas touchée par les conséquences du péché originel. Thomas d'Aquin définit alors cette faculté comme une faculté de la raison et donc de l'intelligence. Cette dernière étant une faculté qui n'est pas victime des conséquences du péché originel, elle est alors décrite comme les facultés les plus pures en l'homme, une faculté presque angélique, et devient pour certains le lieu de l'union de l'homme à Dieu, contribuant à donner naissance aux expressions « fine pointe de l'âme ».
Le concept de syndérèse subit alors des évolutions, certains y voyant une faculté de la raison, d'autre une faculté qui est autant de la raison qu'à la volonté, et est décrite par certains auteurs mystiques, non plus comme une faculté de l'homme mais comme le lieu de l'union à Dieu.

## Histoire de la Syndérèse

### Jérôme de Stridon
Syndérèse est un terme d'origine grecque, qui va trouver deux nouvelles expressions dans les écrits de Jérôme de Stridon. L'expression de « scintilla animae » où « étincelle de l'âme » se trouve dans le commentaire de la vision d'Ezéchiel de Jérôme de Stridon, dans lequel Jérôme de Stridon considère que l'« étincelle de l'âme » est l'analogon du quatrième ange de la vision, l'ange venant affirmer une quatrième faculté autre que l'intelligible, le concupiscible et l'irascible. Cette dernière faculté qui n'est pas corruptible après la chute due au péché originel est l'« étincelle de la conscience ».
Jérôme de Stridon utilise aussi la formule « scintilla conscientiae » ou « étincelle de la conscience » dans le même commentaire, où il étudie le péché de Caïn, celui-ci tue son frère mais continue de connaître sa culpabilité : « Ils placent, en outre, au-dessus de ces trois facultés, une quatrième que les Grecs appellent syndérèse, qui, comme l'étincelle de la conscience,ne s'est pas éteinte dans la poitrine de Caïn après qu'il a été rejeté du paradis et grâce à laquelle nous savons que nous péchons et que nous sommes vaincus par les plaisirs ou la colère, et lorsque nous sommes abusés par de fausses raisons ».

### Albert le Grand
Dans la somme théologique d'Albert le Grand, celui-ci parle de l'étincelle de la conscience dans laquelle il voit la présence incorruptible de la conscience face au mal, celle-ci continuant d'agir et ne s'arrête pas même avec le péché : « Il semble que la conscience soit toujours agissante puisque l'on parle de l'étincelle de la conscience et qu'une étincelle ne cesse de briller. ». Elle est alors désignée comme la conscience de l'âme.

### Thomas d'Aquin
La syndérèse va connaître un basculement dans la pensée de Thomas d'Aquin. Dans la Somme Théologique, il rattache la syndérèse, ou l'étincelle de la conscience, aux facultés de jugement et donc à la partie la plus supérieure de la raison.
En effet celle-ci permet de connaître de manière infaillible le vrai dans les principes moraux, malgré la chute du péché qui, selon la théologie chrétienne, contribue à altérer ses facultés. Dans De Veritate Thomas d'Aquin affirme : « De même que l'étincelle est ce que le feu a de plus pur et ce qui se trouve de plus haut dans le jugement de la conscience ; et c'est suivant cette métaphore que la syndérèse est appelée étincelle de la conscience »,.
Dans la Somme Théologique, Thomas d'Aquin définie la syndérèse comme un habitus naturel des premiers principes pratiques,. Il fait donc appartenir la syndérèse à la raison pratique plus qu'à la raison théorique. Or cette partie de l'âme étant définie comme une faculté qui est de nature angélique, c'est-à-dire une faculté qui n'est pas touchée par la conséquence du péché originel, elle est définie non plus comme une faculté mais comme le lieu de l'union de l'âme et Dieu.

### Maître Eckhart
Maître Eckhart va donner un nouveau nom à la syndérèse, « scintilla animae » où « étincelle de l'âme ». Dans sa description de l'âme comme un château, il définit alors la syndérèse en affirmant « Ce petit château fort de l'âme, j'ai dit que c'était une étincelle mais maintenant je dis ceci : il est libre de tout nom, dépourvu de toute forme, absolument dégagé et libre, comme Dieu est dégagé et libre en lui-même. Il est aussi absolument un et simple que Dieu est un et simple. ». 
La syndérèse passe alors d'une faculté de raison, à un élément plus central et plus existentiel : le lieu en l'âme de la participation à l'essence de Dieu.

### Bonaventure de Bagnorea
Bonaventure reprend à son compte l'idée de syndérèse et, selon l'école de saint Victor, il la présente comme un retour vers une qualité originelle de relation à Dieu. Chaque créature est à la recherche de "sa vraie place" dans une relation de dépendance à Dieu et non d'autosuffisance de la raison. 
Il place cette syndérèse dans la sphère de conscience des chérubins. Dans la hiérarchie céleste de son temps, en effet, les chérubins sont, par excellence, des anges de relation, des "anges passeurs".
Pour Bonaventure, comme pour son maître Alexandre de Halès, la syndérèse est à la fois dynamique et mystique. Le problème qui reste dès lors à résoudre est la capacité "naturelle" de la conscience humaine à discerner le bien et le mal. 
Lorsque Bonaventure commente les Sentences de Pierre le Lombard, il souligne nettement l'ambivalence que le terme de loi naturelle a déjà pris en son temps
.
Au total, l'enjeu de cette discussion est la recherche de la part de liberté du jugement individuel de l'homme par rapport à la loi dictée par l'Église.

### François de Sales
François de Sales quant à lui ne reprend aucune formulation traditionnelle et ne mentionne pas la syndérèse dans ses traités théologiques. Il mentionne cependant les expressions la « pointe de l'esprit », le « fond de l'âme », le « fond du cœur » ou encore la « haute région de l'esprit »,. Pour François de Sales ce lieu de l'âme ne dépend pas seulement de l'intelligence ou la raison à proprement parler, mais aussi de la volonté, ce qui constitue un retour vis-à-vis des conceptions scolastiques qui contribuaient à faire de la syndérèse une faculté de l'intelligence et de la raison.
Il définit la pointe de l'esprit comme le lieu « de la simple vue de l'entendement et d'un simple sentiment de la volonté ».